# Ume
Ume (švédsky Ume älv nebo Umeälven) je řeka ve středním Švédsku (Västerbotten). Celková délka toku činí přibližně 450 km. Plocha povodí měří 26 700 km².

## Průběh toku
Odtéká z jezera Överuman v nadmořské výšce 520 m nedaleko norsko-švédské hranice. Protéká vysočinou Norland v úzké zalesněné dolině, přičemž vytváří mnohé peřeje a vodopády. Protéká také přes několik jezer, z nichž největší je Storuman. Ústí do Botnického zálivu Baltského moře. Největším přítokem je Vindelälven zleva.

## Vodní režim
Průměrný průtok vody poblíž ústí činí 510 m³/s. Zamrzá od listopadu do května. Nejvyšších vodních stavů dosahuje na přelomu jara a léta.

## Využití
Využívá se k plavení dřeva. Na řece byla vybudována kaskáda vodních elektráren (Stornorrfors, Harselefors). Leží na ní města Lycksele, Vännäs a poblíž ústí námořní přístav Umeå.